# Irische Badmintonmeisterschaft 2013
Die Irische Badmintonmeisterschaft 2013 fand vom 2. bis zum 3. Februar 2013 in Lisburn statt.

## Austragungsort
- Lisburn, National Badminton Centre, 36 Belfast Road

## Medaillengewinner
| Disziplin    | Gold                                | Silber                         | Bronze                                |
| ------------ | ----------------------------------- | ------------------------------ | ------------------------------------- |
| Herreneinzel | Scott Evans                         | Tony Stephenson                | Martin Io Wai Lau                     |
| Herreneinzel | Scott Evans                         | Tony Stephenson                | Joshua Magee                          |
| Dameneinzel  | Chloe Magee                         | Sinead Chambers                | Jennie King                           |
| Dameneinzel  | Chloe Magee                         | Sinead Chambers                | Alannah Stephenson                    |
| Herrendoppel | Scott David Burnside Conor Hickland | Tony Murphy Tony Stephenson    | Ian Macbeth Sam Magee                 |
| Herrendoppel | Scott David Burnside Conor Hickland | Tony Murphy Tony Stephenson    | Daniel Magee Niall Tierney            |
| Damendoppel  | Sinead Chambers Jennie King         | Caroline Black Rachael Darragh | Keady Smith Alannah Stephenson        |
| Damendoppel  | Sinead Chambers Jennie King         | Caroline Black Rachael Darragh | Caroline O’Sullivan Grace Webster     |
| Mixed        | Sam Magee Chloe Magee               | Tony Murphy Jennie King        | Ciaran Brian Chambers Sinead Chambers |
| Mixed        | Sam Magee Chloe Magee               | Tony Murphy Jennie King        | Stuart Lightbody Caroline Black       |